# Џубаилска црква
Џубаилска црква (сир. ܥܕܬܐ ܕܡܕܢܚܐ ܕܐܬܘܖ̈ܝܐ, арап. كنيسة الجبيل јесте остатак цркве у близини Џубаила, града у Источној провинцији Саудијске Арабије на обали Персијског залива. То је једна од најстаријих цркава на свијету. Садржа два још видљива крста која су уклесана у зид са обје стране средњих унуштрашњих врата која воде из наоса ка олтару.
Црква је пронађена 1986, а ископавањ је водило Одјељење за антиквитете Судијске Арабије 1987. године. Од 2008. резултати ископавања нису објављени, због осјетљивости на артефакте неисламских религија.

## Датум
Вријеме настанка Џубаилске цркве је споран. Неки извори је смијештају у 4. вијек, док други у 7. вијек. Садржи штукатуру, што сугерише да је савременик сличним познатим хришћанским локалитетима на острвима Фајлака, Сир-Бани-Јас и Харк.

## Историја
Остатке цркве су 1986. открили излетници, а испони су 1987. године. Од 2009. локалитет је ограђен, а туристима и археолозима није дозвољен приступ. Фејсал ел Замил, који је раније посјетио локалитет, није смио да објави информације о томе у саудијским медијима.